# دوبووو پیروشه
دوبووو پیروشه (به لهستانی:  Dubowo Pierwsze) یک روستا در لهستان است که در گمینا سوواوکی واقع شده‌است.